# Euxoa catervaria
Euxoa catervaria là một loài bướm đêm trong họ Noctuidae.